# Tulewo Górne

Tulewo Górne (prononciation : [tuˈlɛvɔ ˈɡurnɛ]) est un village polonais de la gmina de Wyszków dans le powiat de Wyszków de la voïvodie de Mazovie dans le centre-est de la Pologne.

## Histoire
Ce village s'appelle à l'origine Górki.

Jusqu'en 1975, il faisait partie du territoire de la Voïvodie de Varsovie, puis de 1975 à 1998, de celui de la Voïvodie d'Ostrołęka.
Le 1er janvier 2011, Il change officiellement son nom pour prendre celui de Tulewo Górne.